# Huelga de la NBA de 2011

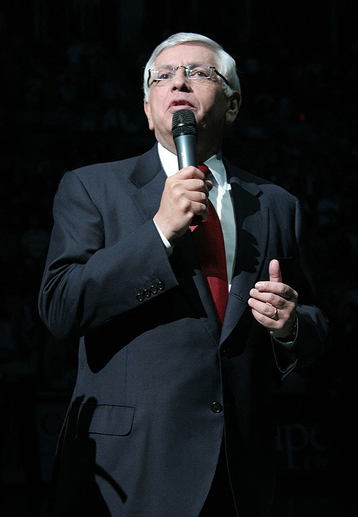
David Stern, comisionado de la NBA (1984-2014)

La huelga de NBA en 2011 (o lockout, en inglés) ha sido el cuarto cierre patronal de la liga. Los propietarios de las franquicias y el sindicato de jugadores no alcanzaron un acuerdo para renovar el nuevo contrato (CBA), firmado en 2005. El lockout comenzó el 1 de julio de 2011, cuando se abre el mercado de traspasos y fichajes de la NBA, y acabó el 8 de diciembre de 2011. Retrasó el inicio de la temporada regular en la temporada 2011/2012 y obligó a la dirección de la NBA a contraer los partidos de 82 a 66 para adecuar el calendario. Durante el lockout ninguna franquicia podía negociar contratos con ningún agente o jugador, ni tan siquiera permitir a sus propios jugadores utilizar sus instalaciones para entrenar o comunicarse con ningún miembro de la franquicia. El anterior lockout se produjo en la temporada 1998/1999 y solo se jugaron 50 partidos. 
Las negociaciones entre los propietarios de las treinta franquicias NBA - liderados por el comisionado de la liga, David Stern - y los jugadores - liderados por el director Billy Hunter y Derek Fisher, el presidente del sindicato de jugadores (NBPA o National Basketball Player Association) - comenzaron a principios de 2011 y se alargaron hasta noviembre, con la paralización de la liga ya en vigor. El principal asunto que dividió ambos bandos fue la división respecto al salario de los jugadores, especialmente los de la clase media de la NBA, y la estructura del límite salarial al que deben acogerse las franquicias según el convenio NBA. Los propietarios propusieron reducir la renta de los jugadores (BRI, por sus siglas en inglés, o Basketball Related Income) del 57% que percibían con el convenio de 2005 a un 47%. Pero los jugadores no aceptaban menos del 53%.
El indicador BRI es importante porque es empleado, bajo el actual CBA, como el acuerdo para establecer el tope salarial de las franquicias anualmente. El 57% de las ganancias de los jugadores procedían del BRI. Los dueños objetaron que el BRI solo incluye los ingresos - ventas de entradas, contratos televisivos, concesiones, estacionamiento y publicidad temporal en los estadios - pero no los gastos. Por ejemplo, argumentaban los propietarios, se puede incentivar una mayor venta de entradas a través de un mayor gasto en marketing y promociones.
Los propietarios de las franquicias NBA promovieron medidas económicas más duras contra los equipos que superasen el tope salarial y debiesen pagar el impuesto de lujo, esperando así fomentar mayor competitividad entre los equipos. Los jugadores, por su parte, defendían la actual estructura de límite salarial porque, expresaban, un control más férreo y mayores sanciones solo provocaría una crisis entre la clase media de los jugadores NBA. Sus contratos serían los únicos afectados, ya que las estrellas seguirían ganando lo mismo y sería el resto de la liga, entre el 85% y el 90% de jugadores, los que deberían adaptar sus salarios a la baja. Ambas partes fueron incapaces de alcanzar un acuerdo antes de que comenzase la temporada regular, en octubre de 2011. Se canceló la pretemporada y todos los partidos oficiales hasta diciembre. El 14 de noviembre, los jugadores disolvieron el sindicato (NBPA), permitiéndoles abrir demandas antimonopolio contra la NBA. El 26 de noviembre, ambas partes llegaron a un punto de entendimiento y dieron por finalizada la huelga. El nuevo CBA (Collective Bargaining Agreement) estableció unos beneficios de entre el 49% al 51.2% del BRI para los jugadores, así como flexibilidad en la estructura salarial de las franquicias, pero con una mayor dureza económica para pagar el impuesto de lujo si se superaba el límite salarial. 
Después de que el nuevo CBA fuera firmado, los propietarios permitieron a los jugadores realizar entrenamientos voluntarios durante los primeros días de diciembre, antes de dar comienzo los 66 partidos que se jugarían de temporada regular. A partir del 8 de diciembre se permitió también negociar contratos de renovación, fichajes de agentes libres, traspasos...
Para evitar la inactividad, algunos jugadores firmaron contratos en otros países, ya que la huelga solo estaba sujeta a la NBA. Fue el ejemplo de Deron Williams y Zaza Pachulia (Besiktas), Andrei Kirilenko (CSKA), Serge Ibaka y Rudy Fernández (Real Madrid), Tiago Splitter (Valencia Basket), Danilo Gallinari (Emporio Armani Milano), Kevin Seraphin y Goran Dragic (Baskonia), Ty Lawson (Zalgiris), Nikola Pekovic (Partizan), Nico Batum (Nancy) o Jordan Farmar (Maccabi Tel Aviv), entre otros.

## Cronología
- 1 de julio de 2011: Comienza el lockout[1]
- 23 de septiembre: La NBA cancela el training camp, previsto para el 3 de octubre, y la primera semana de pretemporada, prevista del 9 al 15 de octubre[2]
- 4 de octubre: La NBA cancela el resto de la pretemporada[3]
- 10 de octubre: Se cancelan las primeras dos semanas de liga regular[4]
- 28 de octubre: Se cancelan todos los partidos de liga regular hasta el 30 de noviembre[5]
- 15 de noviembre: La NBA cancela todos los partidos hasta el 15 de diciembre. Los jugadores demandan a la NBA en las Cortes Federales de California y Minnesota[6]
- 26 de noviembre: Los propietarios NBA y los jugadores alcanzan un primer acuerdo para finalizar el lockout[7]
- 1 de diciembre: El NBPA se reconstituye como unión[8]
- 8 de diciembre: El nuevo CBA es ratificado y, oficialmente, acaba el lockout[9]
- 25 de diciembre: Comienza la temporada NBA

## Contexto

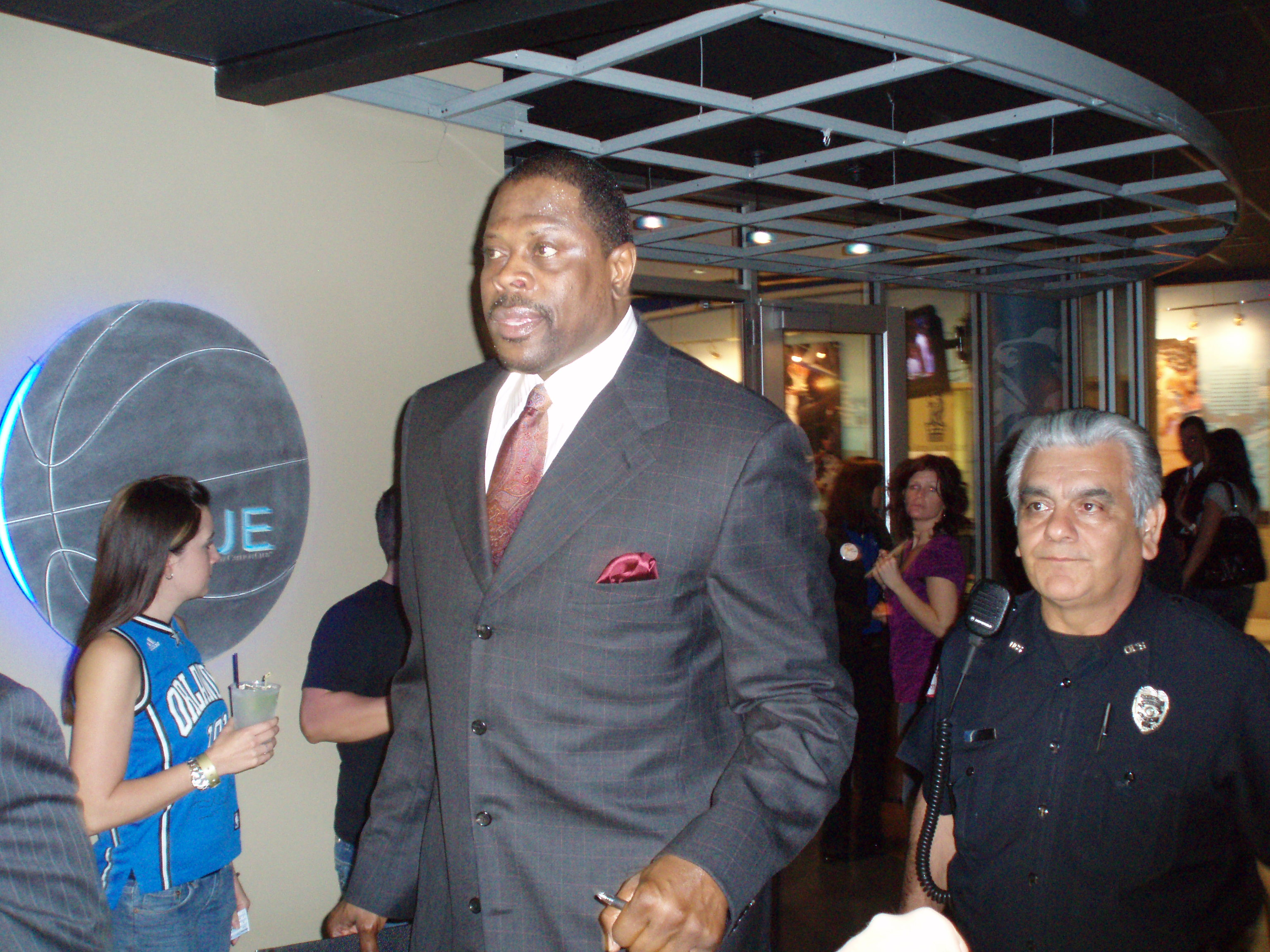
Patrick Ewing, exjugador de New York Knicks

El último convenio se alcanzó tras el último lockout, que tuvo lugar en la temporada 1998/1999, que se redujo de 82 a solo 50 partidos. Se firmó un nuevo acuerdo para los próximos seis años, refrendado por David Stern - comisionado de la NBA - y la NBPA, liderada por el director Billy Hunter y el presidente Patrick Ewing. El acuerdo tocaría a su fin el 30 de junio de 2005, por lo que las negociaciones comenzaron en enero de ese mismo año. Pero había demasiados asuntos de importancia capital que obstruían el nuevo acuerdo. Por ejemplo, añadir un límite de edad para entrar a la NBA, endurecer el programa antidrogas existente o limitar la duración de los contratos de larga duración. Sin embargo, las negociaciones fueron fluidas entre ambas partes y el contexto parecía favorable para alcanzar un nuevo acuerdo antes de junio. Ese acuerdo firmado en 1998-99 garantizaba a los jugadores el 57% del BRI (Basketball Related Income). Solo un año después de firmar ese acuerdo, en el 2000, ocho propietarios presionaron a David Stern firmando una carta en la que reclamaban la disparidad entre los pequeños y los grandes mercados donde se emplazaban los equipos. Escribieron que «la dura realidad es que nuestro actual sistema económico solo funciona con los grandes mercados, donde solo unos pocos equipos alcanzan un éxito extraordinario. El resto de nosotros, mientras, afrontamos importantes e inaceptables pérdidas económicas».
Derek Fisher sucedió a Patrick Ewing como presidente de la NBPA en 2006. A principios de 2011 comenzaron las negociaciones para firmar el nuevo convenio (CBA). La liga declaró que tenía unas pérdidas de 300 millones anuales (22 de los 30 equipos perdieron dinero durante la anterior temporada) y propusieron reducir el 40% del salario de los jugadores (cerca de 800 millones) y endurecer el límite salarial (unos 45 millones por equipo), 13 millones menos con respecto al anterior límite (58 millones). Actualmente, los 58 millones siguen vigentes tras firmar el nuevo convenio de 2011. La unión de jugadores rechazó frontalmente los cambios propuestos y las cifras aportadas por la NBA. Billy Hunter comenzó a avisar a los jugadores para prepararse para un futuro y más que posible lockout. En mayo de 2011, la NBPA entregó una queja formal con el Consejo Nacional de Relaciones Laborales (NLRB, por sus siglas en inglés), acusando a la liga de negociar deshonestamente para provocar de forma preparada y durante los últimos años una situación financiera insostenible con la que presionar a los jugadores a la hora de firmar el nuevo acuerdo. La NBA rechazó de inmediato las acusaciones formuladas por Hunter y la NBPA argumentando que la liga cumplía escrupulosamente con la legislación federal de relaciones laborales. La unión de jugadores consideró entonces su disolución, lo cual permitiría a cada jugador presentar una denuncia individual contra la NBA amparándose en la legislación antimonopolio.
Con las dificultosas negociaciones siguiendo su curso en mayo, llegaron a la fecha clave de junio, cuando expiraba el convenio. Respecto al límite salaria, la nueva propuesta de los propietarios se basó entonces en elaborar un nuevo sistema llamado "límite flexible" que permitía un tope de 62 millones pero penalizaba a los equipos que superaran la media salarial de los treinta equipos de la liga esa temporada. La unión de jugadores argumentó que no era suficientemente flexible porque ese techo podría ser vulnerado con facilidad en el tiempo. Respecto a los salarios de los jugadores, los mismos jugadores ofrecieron un recorte de 500 millones durante los próximos cinco años, así como reducir del 57% al 54.3% de ganancias a través del porcentaje BRI). Los propietarios, por su parte, propusieron recortar 2 mil millones de dólares durante los próximos diez años.
En un último esfuerzo a la desesperada por evitar el cierre patronal, propietarios y jugadores se reunieron de nuevo el mismo 30 de junio de 2011, último día en que estaba en vigor el CBA de 1998-1999, para negociar. Pero ambos bandos fueron incapaces de alcanzar un punto de encuentro acerca de los asuntos clave que les distanciaban y los asuntos económicos relativos del BRI. David Stern y Billy Hunter concluyeron que sería imposible encontrarse. Los propietarios demandaban mayores beneficios, puesto que perdían dinero. Los jugadores, por otro lado, estaban dispuestos a hacer concesiones, pero rechazaron completamente acceder a todas las demandas íntegras de los propietarios. Las negociaciones se rompieron y el CBA expiró en la medianoche del 30 de junio.

## Lockout

### Meses iniciales
El lockout comenzó oficialmente el 1 de julio de 2011. Mientras el cierre patronal estuviera en vigor, ningún equipo podía negociar contratos con jugadores, traspasar jugadores con otras franquicias, ni tan siquiera contactar o permitir a sus jugadores utilizar las infraestructuras, comodidades o que los entrenadores o personal directivo contactase con ellos. Las negociaciones se reanudaron un mes después, el 1 de agosto, pero apenas duraron tres horas. El 2 de agosto, la NBA redactó dos denuncias contra la NBPA acusándola de prácticas laborales deshonestas. Presentó uno de los textos al Consejo Nacional de Relaciones Laborales (NLRB, por sus siglas en inglés) y otra a la corte judicial del distrito federal de Nueva York. La NBA acusó a los jugadores de no ser cooperativos a la hora de negociar y de intentar disolver su sindicato para comenzar el carrusel de demandas antimonopolio de forma personal. Hunter, como respuesta contra las dos denuncias presentadas por la NBA, manifestó en un comunicado llamado "Sin mérito", que la unión se disolvería en el tribunal. El 4 de agosto, Hunter dijo que estaba dispuesto a cancelar toda la temporada 2011-2012. Durante el lockout, Derek Fisher se convirtió en el presidente de la unión de jugadores. 

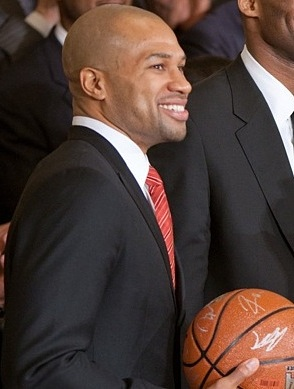
Derek Fisher, presidente de la NPBA

La NBPA y los propietarios retomaron las negociaciones el 31 de agosto con carácter de urgencia. No se trataron asuntos específicos en su nueva reunión de seis horas, sino que acercaron posturas en un escenario de máxima tensión, esperando reunirse de nuevo en pocos días. «Todos perdemos si no alcanzamos un acuerdo. Creo que todos tenemos que entender ese punto», expuso Derek Fisher en su recién estrenado cargo. «Diré que no estamos lejos en los términos de un acuerdo de urgencia que culmine en un acuerdo total», dijo Adam Silver, mano derecha del comisionado David Stern y sucesor del mismo tras su retirada en 2014.
La unión de jugadores y los propietarios se reunieron de nuevo el 13 de septiembre, pero la negociación se estancó de nuevo rápidamente. El límite salarial continuó siendo el principal asunto de desencuentro. Los propietarios querían crear un límite más duro para la nómina de los equipos. La unión quería mantener la actual estructura intacta, catalogándolo como "un asunto de sangre". Los jugadores seguían predispuestos a recortar su salario solo si los propietarios estaban de acuerdo en comprometerse a mantener el límite salarial intacto. Pero los propietarios no estaban dispuestos a tal concesión, diciendo que debía haber un sistema que permitiera a todos los equipos competir por igual. Cinco de los agentes de jugadores más importantes de Estados Unidos - Arn Tellem, Bill Duffy, Mark Bartelstein, Jeff Schwartz y Dan Fegan -, que representan a más de un tercio de todos los jugadores NBA, hablaron mutuamente acerca de retirar el comunicado de la unión de jugadores. Los agentes creían que los propietarios tenían mejores instrumentos de presión para mantener el control de las negociaciones. Hunter, sin embargo, se mostró tajante a la hora de afirmar que no recularían en ese punto.
El 15 de septiembre, Fisher envió un correo electrónico a más de 400 jugadores apelando a la unidad. En dicho correo electrónico, explicó que las últimas reuniones habían sido "efectivas". Sugirió que el fracaso de no haber alcanzado un acuerdo aún no era por el desacuerdo entre los jugadores y los propietarios, sino debido al desacuerdo entre los mismos propietarios entre sí, que comenzaban a tener posturas contrapuestas a la hora de aceptar algunas de las condiciones de la NBPA. Fisher también aprovechó la oportunidad de comunicarse con sus compañeros de profesión para contar a los agentes antes mencionados la propuesta de disolver la unión, pero diciendo que no harían "ningún movimiento drástico que deje a los jugadores sin representación". Según varias fuentes indexadas en anteriores referencias, el desacuerdo entre los propietarios era evidente. Algunos de ellos consideraban legítima la reivindicación de los jugadores de reducir su porcentaje de ingresos del BRI del 57% al 52% y se mostraban abiertos a comprometerse con otros asuntos claves como ajustar periódicamente los contratos de los jugadores acorde a las ganancias y crecimiento de la NBA. El propietario de los Cleveland Cavaliers Dan Gilbert y el de los Suns, Robert Sarver, se encontraban dentro de los opositores de esta corriente. Otros como el propietario de los New York Knicks, Jim Dolan, o el de Los Angeles Lakers, Jerry Buss, la apoyaban. Stern denegó que hubiese una ruptura entre los propietarios al día siguiente de la acusación de Fisher. "No se en qué se basa Derek (Fisher) para afirmarlo".

### Cancelaciones

#### La pretemporada se cancela

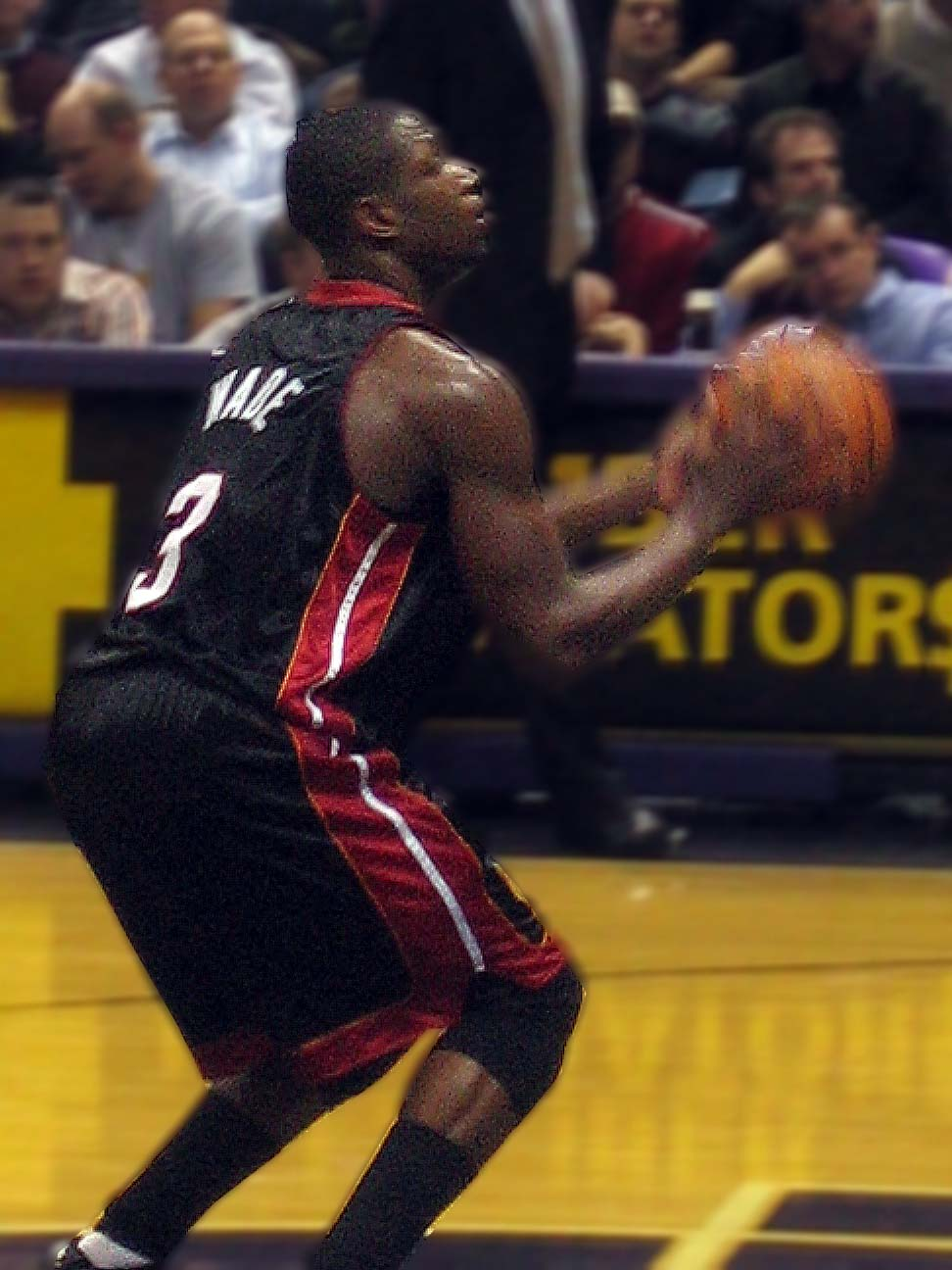
Dwayne Wade, jugador de los Miami Heat

El 23 de septiembre de 2011, la NBA canceló el campus de entrenamiento, emplazado para el 3 de octubre. También se canceló la primera semana de partidos de pretemporada, que tendría lugar del 9 al 15 de octubre. Fue la segunda vez en la historia que los partidos de preparación se cancelaban debido a un cierre laboral. Tanto la unión como los jugadores planearon reunirse de nuevo el 30 de septiembre en Nueva York prometiendo continuar con las reuniones durante el fin de semana si había progresos. Según fuentes de ESPN, Stern meditaba ya cancelar la temporada si no se llegaba a un acuerdo, pero la unión de jugadores solo lo contempla como una táctica para sembrar el miedo, no como una amenaza real. Especularon que Stern solo quería presionar a los jugadores y prevenir que la negociación fuese tan tediosa que volviese a romperse. La reunión del 30 de septiembre fue tan tensa que Dwayne Wade, jugador de los Miami Heat, gritó a David Stern después de que este le señalara directamente con su dedo. Los jugadores estallaron, pero permanecieron en la reunión solo porque Billy Hunter serenó los ánimos y les rogó que no la abandonasen. Stern también dio su brazo a torcer admitiendo que no cancelaría la temporada si no había acuerdo.
A inicios de octubre, la NBA canceló el resto de la pretemporada. David Stern expuso que la liga perdería 200 millones de dólares con la cancelación y dejó abierta la puerta a que las dos primeras semanas de temporada regular también se cancelaran si no se alcanzaba un acuerdo antes del 10 de octubre. Los jugadores propusieron entonces recibir el 53% de ingresos del BRI, pero los propietarios seguían inamovibles en un 47%. Ambas partes negociaron un acuerdo 50-50, con los propietarios ofreciendo un 49% más incentivos que podrían alcanzar el 51%. Los jugadores respondieron pidiendo un 51% que podría aumentar hasta el 53% con esos incentivos. Fue rechazado por los propietarios. Los intentos de acercamiento de ambas partes fracasaron el 7 de octubre. La unión de jugadores dijo que estaban dispuestos a negociar ese 50-50 propuesto por la NBA, pero que la liga no estaba por la labor de aceptar ninguna demanda de los jugadores. Tras las conversaciones del 9 y el 10 de octubre, ambas partes asumieron que serían incapaces de alcanzar un acuerdo y Stern, como consecuencia, canceló las dos primeras semanas de temporada, originalmente prevista para el 1 de noviembre. El acuerdo sobre el BRI continuó siendo el principal asunto de discusión, pero también existían notables diferencias en otros temas espinosos como el impuesto de lujo, la duración máxima de los contratos de los jugadores o la llamada "mid-level exception", que usan las franquicias para negociar a la hora de traspasar jugadores.   
Los propietarios proponían un impuesto de dos dólares por cada dólar que superase el límite salarial. Es decir, si un equipo superase, por ejemplo, el 30 millones el límite salarial, tendría que pagar un extra de 60 millones dólares como multa. Este impuesto se incrementaría hasta pagar cuatro dólares por cada dólar que se superase el techo salarial para equipos que lo superasen de forma reiterada en el tiempo. El anterior convenio (CBA) solo obligaba a pagar un dólar por cada dólar superado sobre el límite. Tomando el mismo ejemplo, si un equipo se pasaba 30 millones, tendría que pagar otros 30 como compensación. Los jugadores rechazaron aceptar un tope salarial tan férreo. Stern declaró que los propietarios creían que un impuesto salarial más restrictivo haría a la liga más competitiva. Dwayne Wade respondió que no era necesariamente así, ya que un mercado pequeño como San Antonio había podido ganar cuatro anillos en la última década sin perder competitividad. Andrew Zimbalist, economista en Smith College, apoyó la versión del escolta de los Heat: «la correlación estadística entre la nómina de los jugadores y el porcentaje de victorias es prácticamente inexistente». ESPN concluyó que una eficiencia de los equipos en el Draft aseguró en torno al 34% de victorias en la última década, mientras que los salarios de los jugadores solo tenían un 7% de relación directa sobre las victorias. The New York Times puntualizó que un sistema más limpio era necesario para los pequeños mercados de la NBA, pero que a lo largo de la historia de la liga estos mismos mercados han demostrado notable éxito y han sido capaces de atraer a superestrellas.
Los líderes del sindicato de jugadores (NBPA) se reunieron con 30 jugadores el 14 de octubre en un tenso encuentro. JaVale McGee, pívot de los Washington Wizards, abandonó la reunión y dijo a los periodistas que había algunos jugadores "diciendo que estaban dispuestos a ceder", pero la mayoría permaneció unida. McGee negó posteriormente esas declaraciones. Derek Fisher dijo que McGee "no tenía potestad para aseverar tal afirmación", ya que apenas había estado en la reunión.

#### La temporada regular se cancela
Propietarios y jugadores se reunieron de nuevo el 18 y el 20 de octubre durante 30 horas repartidas entre los tres días. Se reunieron con la intervención de un moderador federal, George Cohen (director del Servicio de Coordinación y Mediación Federal). Cohen intentó, sin éxito, resolver otro cierre patronal, el de la NFL. Cuando finalizó la reunión, ambas partes mantuvieron la ruptura respecto a las ganancias de los jugadores y la estructura salarial. La liga propuso de nuevo un acuerdo 50-50 sobre el BRI y los jugadores continuaron también enrocados en un porcentaje que oscilaría del 50% al 53% dependiendo de las ganancias de la liga. Gilbert dijo a los jugadores que confiaran en que los problemas derivados del límite salarial se resolverían aceptando el acuerdo 50-50 sobre el BRI. Billy Hunter respondió que no podía "confiar en tu palabra. Solo confío en la mía". Adam Silver y el propietario de los San Antonio Spurs, Peter Holt, dijeron a los medios que os jugadores habían rechazado negociar su propuesta del 50-50. Fisher dijo a la prensa que habían sido "engañados por los propietarios". No obstante, sí se alcanzaron primeros acuerdos sobre asuntos menores, como crear una nueva excepción para que el salario de un jugador despedido no contase en el límite salarial de la franquicia que lo despidió, la cláusula de amnistía o la "mid-level exception" de 5 millones.
Hunter apuntó que los propietarios de los equipos emplazados en mercados pequeños se mostraban inflexibles en la negociación. Sin embargo, The New York Times escribió que los puntos de vista de cada propietario individual "no podían ser fácilmente categorizados en base al tamaño del mercado, las ganancias, su riqueza económica personal o sus aspiraciones de ser campeones". Mark Cuban, propietario de los Dallas Mavericks, cuyo equipo está en el quinto mayor mercado de la NBA y tenía una de las nóminas más altas de la liga, o Paul Allen, propietario de los Portland Trail Blazers, 23ª persona más rica de América, estaban tan interesados como algunos de los propietarios de los mercados más pequeños en cambiar la estructura económica de la NBA en un intento de hacer crecer a la competición. Mientras otros propietarios como Jerry Buss (Los Angeles Lakers) o Jim Dolan (New York Knicks), los dos principales mercados de la liga, se mostraban partidarios de aceptar modestos cambios en el CBA y se mostraban más abiertos a aeptar propuestas que venían de la mayoría de propietarios de mercados pequeños para asegurar la salud económica de la NBA a largo plazo. 
Pese al tempranero anuncio de cancelación de las dos primeras semanas de competición, los jugadores y la liga aún esperaban jugar los 82 partidos de liga regular si se alcanzaba un acuerdo a tiempo. El 28 de octubre Stern anunció que se cancelaban todos los partidos hasta el 30 de noviembre después de que las negociaciones sobre la división de las ganancias del BRI volvieran a concluir sin alcanzar un acuerdo. Stern dijo que Hunter se negaba a "bajar un solo centavo por debajo del 52% del BRI". Hunter, por su parte, alegó que habían hecho "muchas concesiones pero, desafortunadamente, no son suficientes por ahora". Stern indicó que ya no sería posible jugar los 82 partidos de temporada. Añadió que un principio de acuerdo había sido alcanzado para restringir la duración máxima de los contratos de los jugadores a cinco años si permanecían en el equipo en el que ya estaban o cuatro años si firmaban con un nuevo equipo como agentes libres.

## Divisiones entre propietarios y jugadores
Los artículos sobre la división entre jugadores y propietarios afloraron en los medios. Jason Whitlock, de FoxSports, escribió que Derek Fisher estaba trabajando en privado con David Stern para alcanzar un acuerdo 50-50 de ganancias del BRI y que Hunter había tenido un enfrentamiento con el base por ello. Fisher y Stern negaron las acusaciones de reunirse en privado. En una carta enviada a los jugadores, Fisher catalogó a dichas noticias de "absurdas" y exigió "un rectificado sobre las injurias y difamaciones" publicadas. Hunter dijo públicamente que su relación con Fisher era "muy buena". "No hay confrontación". Fisher, como presidente de la unión de jugadores, no tenía potestad para tomar decisiones unilaterales sobre la unión. Mientras Fisher creía que un acuerdo 50-50 podía ser tomado en consideración, Hunter mantenía que los propietarios debían "hacer lo mismo o más por los jugadores". Micky Arison, dueño de los Miami Heat, uno de los propietarios dispuestos a aceptar las condiciones de los jugadores, respondió a una queja trasladada por un aficionado acerca de la tacañería de los propietarios y los jugadores en su cuenta personal de Twitter: "Estás increpando al propietario equivocado", le respondió Arison. 

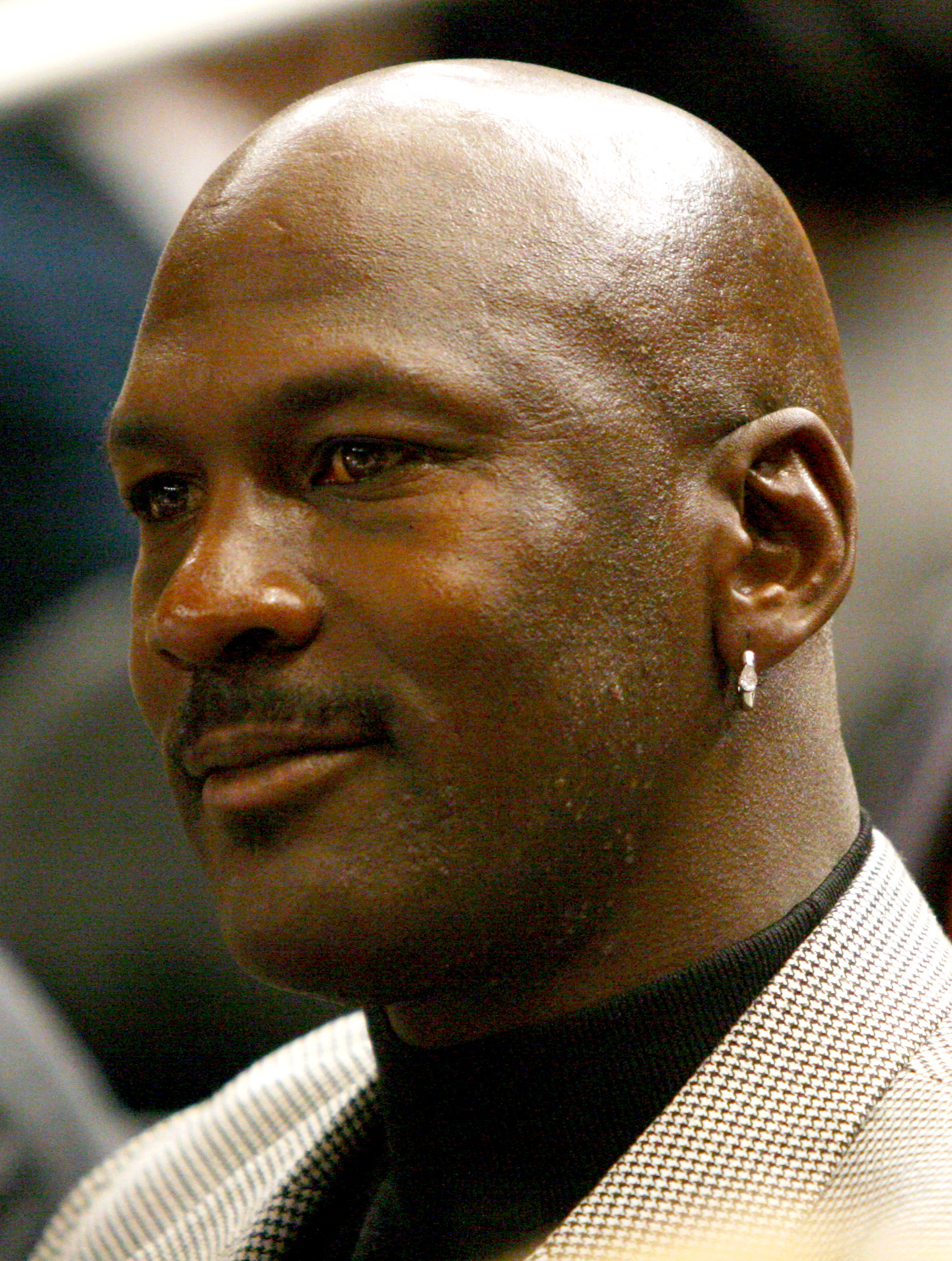
Michael Jordan, propietario de Charlotte Hornets

Arison fue multado con 500.000 dólares por David Stern, una multa cinco veces mayor que ninguna otra cantidad registrada contra un propietario por publicar comentarios acerca de la situación laboral en pleno cierre patronal. Ted Leonsis, propietario de los Washington Wizards, y Michael Jordan, propietario de los Charlotte Bobcats - posteriormente Charlotte Hornets, tras el cambio de nombre - también fueron multados con 100.000 dólares por hacer públicas varias declaraciones durante el lockout. Leonsis comentó el deseo de los propietarios de hacer más restrictivo el límite salarial, mientras que Jordan dijo a un periódico australiano que el modelo de negocio de la NBA estaba "roto", aludiendo al deseo de los propietarios de cambiar el sistema de ganancias económicas del BRI. Un grupo de entre 10 y 14 propietarios - de los 30 totales de la NBA - liderados por Michael Jordan, querían que las ganancias de los jugadores que provenían del BRI fueran de un 47%, llegando a un 50% como máximo. Durante el anterior cierre patronal de 1998, con Michael Jordan entonces como jugador, este exigió a Abe Pollin, propietario de los Washington Wizards, donde jugaba entonces, renunciar si no ganaba dinero. "Si no puedes sacar beneficio, deberías vender el equipo". El periodista Jason Withlock clasificó a Jordan como un "vendedor" que quería que "los jugadores actuales pagaran su incompetencia". Withlock citó algunas de las decisiones de Jordan al frente de los Bobcats, como las decepcionantes elecciones en el Draft de Kwame Brown o Adam Morrison.
A principios de noviembre, cerca de 50 jugadores retomaron las conversaciones acerca de disolver la unión si el acuerdo seguía siendo del 52.2% del BRI o si se acordaban restricciones adicionales sobre los contratos, el límite salarial o la agencia libre. La disolución requeriría que un 30% de la unión - unos 130 jugadores - debían firmar una petición, dando lugar a unas nuevas elecciones auspiciadas por los miembros de la NLRB y por el sindicato de jugadores (NBPA), aprobada por mayoría simple. La NLRB, tradicionalmente, no considera las peticiones de disolución cuando un liticio está en curso. En ese momento, la NBPA tenía en trámite la denuncia cursada por prácticas laborales desleales contra la NBA, abierto en agosto.
Los propietarios y los jugadores volvieron a reunirse el 6 de noviembre, citados de nuevo por el mediador federal Cohen. Los jugadores propusieron recibir un 51% del BRI, con un 1% reservado para los jugadores retirados. Los propietarios ofrecieron pagar a los jugadores un 49% que podría llegar al 51%, en función de las ganancias anuales de la liga. Jeff Kessler, el abogado de la unión, dijo que la propuesta de la liga tenía un valor real de en torno al 50.2% y que alcanzar ese 51% no era más que "una ilusión". La liga también propuso restricciones para los equipos que pagasen impuesto de lujo, prohibiéndoles los traspasos "sign-and-trade" (firmar y vender) y limitando su uso de la "mid-level exception". También propusieron el "impuesto de reiteración" para equipos que excedieran el umbral salarial tres temporadas en un período de cinco años. Stern planteó un ultimátum, dando de plazo a los jugadores hasta el 9 de noviembre para aceptar el acuerdo antes de que bajar al 47% de ganancias del BRI y se estableciera la estructura llamada "límite salarial flexible". El 15 de noviembre, la NBA canceló todos los partidos hasta el 15 de diciembre.

## Disolver la unión
La unión rechazó la oferta el 9 de noviembre y manifestó su intentción de reunirse de nuevo. Ambos bandos se citaron de nuevo una vez el ultimátum de Stern concluyó. Después de dos días de negociación, los dueños trasladaron una cuarta y última oferta calificándola de irrechazable. Si los jugadores aceptaban, Stern aún esperaba disputar 72 de los 82 partidos de liga regular, empezando a mediados de diciembre. El 14 de noviembre, la unión rechazó la última oferta y se disolvió. La NBPA se convirtió en una asociación de traspasos, permitiendo a los jugadores, como empleados particulares, participar en una demanda colectiva antimonopolio contra la NBA, considerando que el lockout era empleado como un boicot ilegal por parte de los propietarios. El abogado David Boies, que representó a los propietarios de la NFL durante su cierre patronal de 2011, accedió a representar a los jugadores y se unió a Keesler, que representó a la parte contraria en ese litigio: a los jugadores de la NFL. El 15 de noviembre, un grupo de jugadores NBA, entre los que se incluían Carmelo Anthony, Chauncey Billups, Kawhi Leonard y Leon Powe, elaboraron una demanda antimonopolio contra la NBA al juzgado federal de California. Otros como Anthony Tolliver, Ben Gordon, Caron Butler o Derrick Williams, firmaron otra demanda que trasladaron al juzgado federal de Minnesota.
El 15 de noviembre era el día en que los jugadores hubieran recibido el primer pago de la temporada si los partidos se hubieran disputado.
El 21 de noviembre, las leyes californianas tumbaron la demanda presentada en su juzgado, traspasando el caso únicamente a los de Minnesota. Boies manifestó que ese movimiento agilizaría el proceso, ya que los juzgados, seguramente, tratarían de unificar la legislación y las demandas para alcanzar un acuerdo similar en ambos casos. La NBA tenía hasta el 5 de diciembre para presentar alegaciones.

## Acuerdo

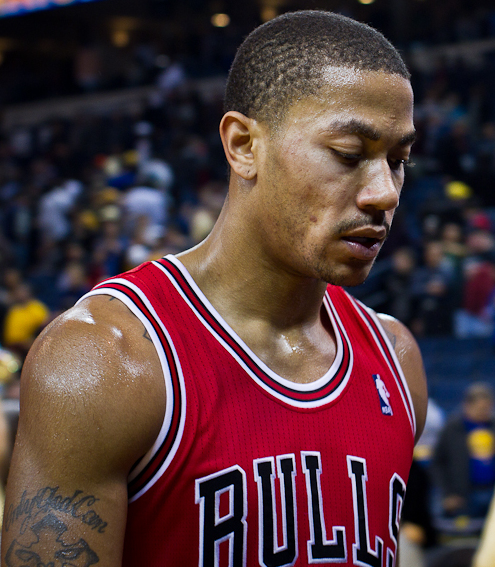
Derrick Rose, jugador de Chicago Bulls

El 23 de noviembre, la liga y los jugadores acordaron retomar las conversaciones el 25 de noviembre. El día 26, después de 15 horas de negociación, se alcanzó un principio de acuerdo. La NBPA se reagrupó como unión el 1 de diciembre, recibiendo el apoyo de más de 300 jugadores. Se necesitaba un mínimo de 260 apoyos de los jugadores para formar de nuevo la unión. Se enviaron cartas informativas a más de 440 jugadores sobre el contenido de las reuniones que se estaban manteniendo entonces con la NBA. Entre los destinatarios de dicha carta se incluían también los 60 rookies que jugarían esa temporada en la NBA y que habían sido drafteados en 2011, así como a jugadores que habían firmado en la temporada anterior contratos temporales. La reagrupación de la unión reavivó las conversaciones con la liga sobre temas secundarios como el límite de edad para entrar en el Draft de la NBA o las reglas sobre los jugadores que eran reclamados desde la NBA D-League. Los jugadores y propietarios concluyeron las negociaciones votando el nuevo acuerdo el 8 de diciembre, cuando fue oficialmente ratificado. El cierre patronal acababa así 161 días después. Los propietarios lo secundaron por una votación de 25 votos a favor y 5 en contra. Más de 200 jugadores - cerca del 86% - también dieron su voto positivo. El dueño de los Miami Heat, Micky Arison, y el de Dallas Mavericks, Mark Cuban fueron los encargados de exponer públicamente los términos del nuevo CBA firmado.
En el nuevo convenio, los jugadores recibirían el 51.2% de ganancias derivadas del BRI en la temporada 2011-2012. En los años posteriores recibirían un 49% que podría ascender hasta un 51% en función de las ganancias económicas de la NBA. Se permitió a los equipos usar la nueva norma de amnistía para despedir a un jugador sin que su salario contase en el límite salarial del equipo esa temporada. El jugador amnistiado podía ser reclamado posteriormente de la lista de despedidos por el equipo que ofreciese mejor oferta. El jugador firmaría un nuevo contrato, pero el equipo que le despidió estaba en la obligación de pagarle el salario que aún le debieran antes de ser cortado sin que influyese en su estructura salarial. 
También se modificó la llamada "Regla Derrick Rose", por la que un jugador que aún tuviese un contrato rookie que fuese galardonado con el premio de MVP de la temporada, podía firmar un nuevo contrato acorde a sus nuevas prestaciones. En la modificación, se acordó que el nuevo contrato del jugador en cuestión pudiera ser de hasta un 30% del total de presupuesto de nóminas. Anteriormente era del 25%. Para poder acogerse a la cláusula Derrick Rose es necesario cumplir uno de estos tres principios mientras aún tengan contrato rookie: ser MVP, ser dos veces All-Star o ser votado dos veces en el quinteto ideal de la temporada. Para el resto de jugadores rookies que firmaran sus nuevos contratos la normativa se mantenía igual: un máximo del 25% del total de masa salarial de la franquicia, en función de sus prestaciones como jugador.

## Impacto
El nuevo calendario que se estableció tras firmar el nuevo convenio se redujo en 16 partidos de temporada regular. Se estimaron pérdidas de en torno a los 400 millones de dólares entre propietarios y jugadores. Según CNBA, cada jugador perdió de media 220.000 dólares al no haber cobrado el primer pago de la temporada (15 de noviembre). Sin embargo, cada uno de ellos recibió 100.000 dólares de la NBA para compensar que sus salarios hubieran bajado del 57% al 51.2% del BRI la presente temporada 2010-2011. Cerca de 400 empleos se perdieron debido a la constricción económica establecida durante el lockout: cerca de 200 en las oficinas de la liga y otros 200 repartidos entre los 30 equipos. Como el lockout impidió que toda la plantilla de las franquicias, no solo los jugadores, cobraran durante sus vacaciones, muchos trabajadores de los estadios notaron fuertemente el impacto. Muchos de ellos trabajaron en otros empleos temporales para tener ingresos extra con los que poder pagar sus facturas hasta que recuperasen su trabajo, una vez finalizase el cierre patronal.